# (1218) Aster
(1218) Aster es el asteroide número 1218 situado en el cinturón principal. Fue descubierto por el astrónomo Karl Wilhelm Reinmuth  desde el observatorio de Heidelberg, el 29 de enero de 1932. Su designación alternativa es 1932 BJ. Está nombrado por el Aster, un género de plantas de la familia de las asteráceas.